# Станіслав Вільчек Молодший
Станіслав Вільчек (д/н — бл. 1659) — львівський міщанин, райця, бурмістр радецький. Започаткував родинний рукопис «Нариси роду Вільчеків», які завершив його онук Домінік. Спорудив кам'яниці відому тепер як Вільчківська.

## Життєпис
Походив зі львівського патриціанського роду Вільчеків. Стосовно батька у дослідників немає упевненості. Ймовірно, був сином (за іншою версією онуком) Валентина Вільчека, бурмістра Львова. У відомостях про надання львівського громадянства у 1612 році позначений як Стааніслав Вільчек Молодший.
1640 року стає лавником. Невдовзі отримав посаду райці. У 1649 і 1655 роках обирається бурмістром радецьким (головою раєцької ради). Остання згадка сягає 1659 року.

## Родина
- Домінік, райця